# Distretto di Toyota
Il distretto di Toyota (豊田郡, Toyota-gun?) è uno dei distretti della prefettura di Hiroshima, in Giappone.
Dal 1º ottobre 2006 fa parte del distretto solo il comune di Ōsakikamijima.